# إميل باربييه
إميل باربييه هو مبارز بالسيف بلجيكي، (ولد في بروكسل في بلجيكا 1901  م).

## وصلات خارجية
- إميل باربييه على موقع أوليمبيديا (الإنجليزية)